# Björn Jacob
Björn Jacob (* 3. Dezember 1974) ist ein ehemaliger deutscher Tennisspieler.

## Karriere
Im Jahr 1992 nahm Jacob auf der ITF Junior Tour an zwei Junioren-Grand-Slam-Turnieren teil, wobei er beide Male gegen Andrei Pavel ausschied; Anfang Juni bei den French Open im Viertelfinale und einen Monat später in Wimbledon in der zweiten Runde.
Ab 1993 nahm er bei den Herren an Turnieren der Future und Challenger Tour teil. Im Einzel waren seine besten Ergebnisse eine Viertelfinalteilnahme beim Challenger in Singapur 1993, wo er gegen Grant Stafford verlor, und eine ITF-Finalteilnahme 2001 in Quogue auf Long Island. Im Doppel war er erfolgreicher. Der Höhepunkt seiner Karriere war 1997 der Challengertitel im österreichischen Nettingsdorf. Im Finale setzte er sich gemeinsam mit Michael Kohlmann gegen die Österreicher Thomas Buchmayer und Thomas Strengberger durch. Außerdem erreichte er mit unterschiedlichen Partnern zwei Finalrunden auf der ITF-Ebene. Im September 1997 stand er mit Platz 248 der Tennisweltrangliste auf seinem Karrierehoch im Doppel, im Einzel gelang ihm nie der Einzug unter die besten 400.
Während seiner Karriere spielte er für verschiedene Vereine in der Tennis-Bundesliga: beim ETuF Essen, beim Dinslakener TG Blau-Weiss, bei Blau-Weiß 90 Berlin und beim Kahlenberger HTC.
Im Juli 2001 nahm er an seinem letzten internationalen Turnier teil. Im August desselben Jahres spielte er das letzte Mal in der Bundesliga, als er gegen Christian Ruud 0:6, 0:6 verlor; nach eigenen Angaben nahm er seine Umgebung nur schemenhaft und verzerrt wahr. Kurz danach erhielt er eine Hirntumor-Diagnose und Ende August wurde ein tischtennisballgroßer, gutartiger Tumor entfernt. Infolgedessen beendete er seine Tenniskarriere bei hochklassigen Turnieren.
Nach seiner aktiven Karriere arbeitete er als Tennistrainer. So war er unter anderem Trainer beim Niedersächsischen Tennisverband, wo er auch Julia Görges trainierte, und von 2015 bis 2023 beim Tennis-Verband Niederrhein. Außerdem trat er auch in verschiedenen Senioren-Bundesligen an.

## Erfolge
| Legende (Anzahl der Siege) |
| Grand Slam                 |
| ATP Finals                 |
| ATP Tour Masters 1000      |
| ATP Tour 500               |
| ATP Tour 250               |
| ATP Challenger Tour (1)    |

### Doppel

#### Turniersiege
| Nr. | Datum           | Turnier      | Belag | Partner          | Finalgegner                          | Ergebnis      |
| --- | --------------- | ------------ | ----- | ---------------- | ------------------------------------ | ------------- |
| 1.  | 18. August 1997 | Nettingsdorf | Sand  | Michael Kohlmann | Thomas Buchmayer Thomas Strengberger | 6:2, 3:6, 6:3 |